# 대구광역시체육시설관리사무소
대구광역시체육시설관리사무소(大邱廣域市體育施設管理事務所)는 시민의 체위향상과 체육진흥을 도모하고, 각종 체육시설의 효율적인 관리·운영을 위하여 설치된 대구광역시 소속기관이다.

## 조직
- 관리과
- 시민운동장관리소
- 대구체육관관리소
- 육상진흥센터관리소

## 같이 보기
- 대구광역시시설안전관리사업소